# Рене Ричардс
Рене Ричардс (Њујорк, 19. август 1934) је америчка офталмолошкиња и бивша тенисерка која је имала неколико успеха у професионалном колу седамдесетих година и постала је позната по операцији промене пола из мушкарца у жену, после чега се борила да се такмичи у женској категорији на Отвореном првенству САД у тенису 1976. године.
Америчка тениска асоцијација је те године почела да захтева генетски преглед за женске играче. Рене је оспоравала ту политику, а Врховни суд у Њујорку је пресудио у њену корист, што је важан случај у трансродним правима. Као један од првих професионалних трансродних спортиста, постала је портпарол те заједнице. После пензионисања као играчице, тренирала је Мартину Навратилову.

## Транзиција
Током колеџа, Рене је почела да се облачи као жена, што се у то време сматрало перверзијом, а транссексуализам је класификован као облик лудила. Ричардс је тада свом женском делу себе дао име Рене, што на француском значи препород. Ова борба са сексуалним идентитетом створила је у њој сексуалну конфузију, депресију и суицидалне тенденције. Убрзо почиње да добија хормонске ињекције. Ричардс се удала за модела Барбару Мол у јуну 1970. године, заједно су имали сина Николаса 1972. године. Развели су се 1975. године. Почетком седамдесетих година, Рене се одлази на операцију промене пола. Након тога, одлази у Калифорнију, и почиње да ради као офталмолог.